# Семейство GH114
Семе́йство GH114 гликози́л-гидрола́з — семейство каталитических доменов белков, обладающих гликозил-гидролазными активностями. Также включает гомологичные им домены, возможно не обладающие такими активностями. Всего известно около 100 белков, содержащих домены семейства GH114, большинство из них принадлежат бактериям. У белков этого семейства описана только одна энзиматическая активность: эндо-α-1,4-полигалактозаминидазная (КФ 3.2.1.109). У большинства белков этот домен является единственным. Эволюционно это семейство доменов наиболее близко к семейству COG2342.